# Nogueira da Regedoura
Nogueira da Regedoura is een plaats (freguesia) in de Portugese gemeente Santa Maria da Feira en telt 4 998 inwoners (2001).